# Gironcourt-sur-Vraine
Gironcourt-sur-Vraine ist eine französische Gemeinde mit 858 Einwohnern (1. Januar 2022) im Département Vosges in der Region Grand Est. Sie gehört zum Arrondissement Neufchâteau und zum Gemeindeverband Ouest Vosgien.

## Geografie

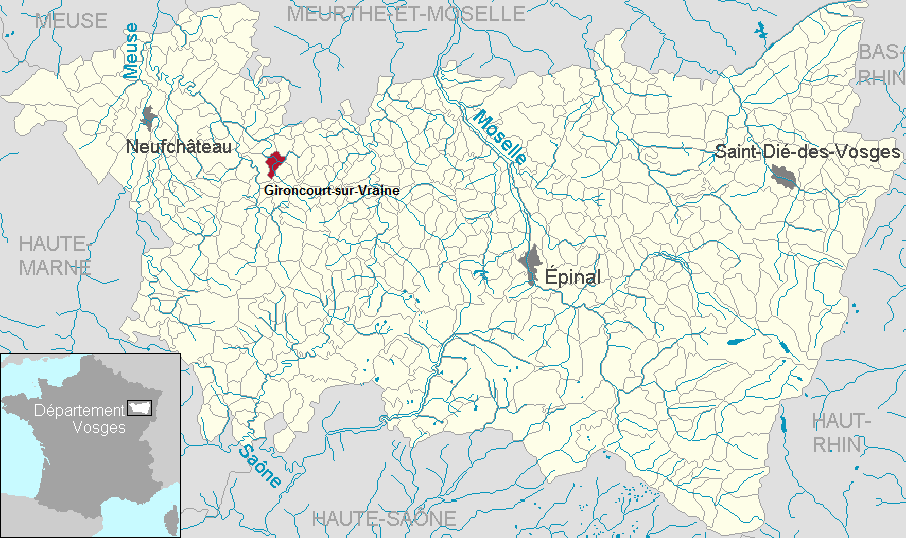
Lage der Gemeinde Gironcourt-sur-Vraine im Département Vosges

Die Gemeinde Gironcourt-sur-Vraine liegt auf etwa 320 Metern Meereshöhe im Süden Lothringens, auf halbem Weg zwischen Neufchâteau und Mirecourt, weiträumiger gesehen etwa 45 Kilometer südlich von Toul. Das Dorf erstreckt sich im Übergangsbereich zwischen dem Bassigny als Teil des Plateaus von Langres und dem Xaintois.
Die Fläche des siebeneinhalb Quadratkilometer großen Gemeindegebietes umfasst einen Abschnitt der leicht gewellten Landschaft im Bereich des Vair-Nebenflusses Vraine. Das Dorf wird von der Vraine in einem großen Bogen östlich umflossen, im Nordwesten mündet die Vernoue von Südosten kommend in die Vraine. Zur Gemeinde gehört ein etwa 1500 ha großer Anteil am Forst Bois de la Voivre im Süden. Über die Hälfte des Gemeindeareals werden landwirtschaftlich genutzt.
Nachbargemeinden von Gironcourt-sur-Vraine sind Morelmaison im Norden, Biécourt im Nordosten, Ménil-en-Xaintois im Osten, Saint-Menge im Südosten, Dombrot-sur-Vair im Süden sowie Houécourt im Westen.

## Geschichte
Gironcourt gehörte vor der Französischen Revolution zur Vogtei Neufchâteau.
Im Jahr 1903 wurde der Namenszusatz -sur-Vraine (an der Vraine) eingeführt, wohl, um sich im Schriftverkehr deutlicher vom südöstlich gelegenen Girancourt zu unterscheiden.
Die Geschichte der Gemeinde ist seit Beginn des 20. Jahrhunderts untrennbar mit der Glasproduktion verbunden, die das Gesicht des ehemaligen Bauerndorfes grundlegend änderte. Eine Gruppe von Industriellen aus Nancy und aus dem Vogesengebiet unter Federführung von Jean Bouloumié, dem langjährigen Direktor der Kurstadt Vittel und Eigentümer der Mineralquellen, beschloss 1901 den Aufbau einer Glasflaschenfabrikation. Als Standort wurde Gironcourt ausgewählt. Die Gründe lagen in der Nähe zu den Quarzsand- und Kohlelagerstätten von Saint-Menge und Gemmelaincourt unmittelbar südlich von Gironcourt, der Nähe zu den Mineralquellen von Vittel und Contrexéville sowie der Lage an der 1878 eröffneten Bahnlinie von Neufchâteau nach Épinal. Es entstand die Gesellschaft „Les établissements de Gemmelaincourt et de Gironcourt“ mit Sitz in Gemmelaincourt.

1903 wurden an jedem der drei Öfen täglich 600 Glasflaschen geblasen. Für die Arbeiter, die man anfangs aus dem Nordelsass und dem Loiregebiet anwarb, wurden direkt östlich der Fabrik und südlich des Rangierbahnhofes Häuser gebaut. Die Arbeitersiedlung wurde in späteren Jahrzehnten immer wieder erweitert und wuchs so mit dem alten Dorf Gironcourt zusammen. Die Errichtung von Arbeitersiedlungen (Cités Ouvrières) war eine verbreitete Praxis in Frankreich, motiviert durch das Bestreben der Arbeitgeber, ihre qualifizierte Belegschaft zu kontrollieren und an den Betrieb zu binden. Zwischen 1904 und 1930 wurden neue Maschinen angeschafft und die Produktionskapazität erweitert. 1930 wurden bereits 47 Millionen Flaschen produziert, der Betrieb hatte zu diesem Zeitpunkt 710 Beschäftigte. In der Zeit der Weltwirtschaftskrise brach die Produktion ein (26 Millionen Flaschen 1933). Im Juni 1940 wurde das Werk von italienischen Bomben getroffen und stand still, bis im Januar 1941 ein Ofen wieder in Betrieb gehen konnte.

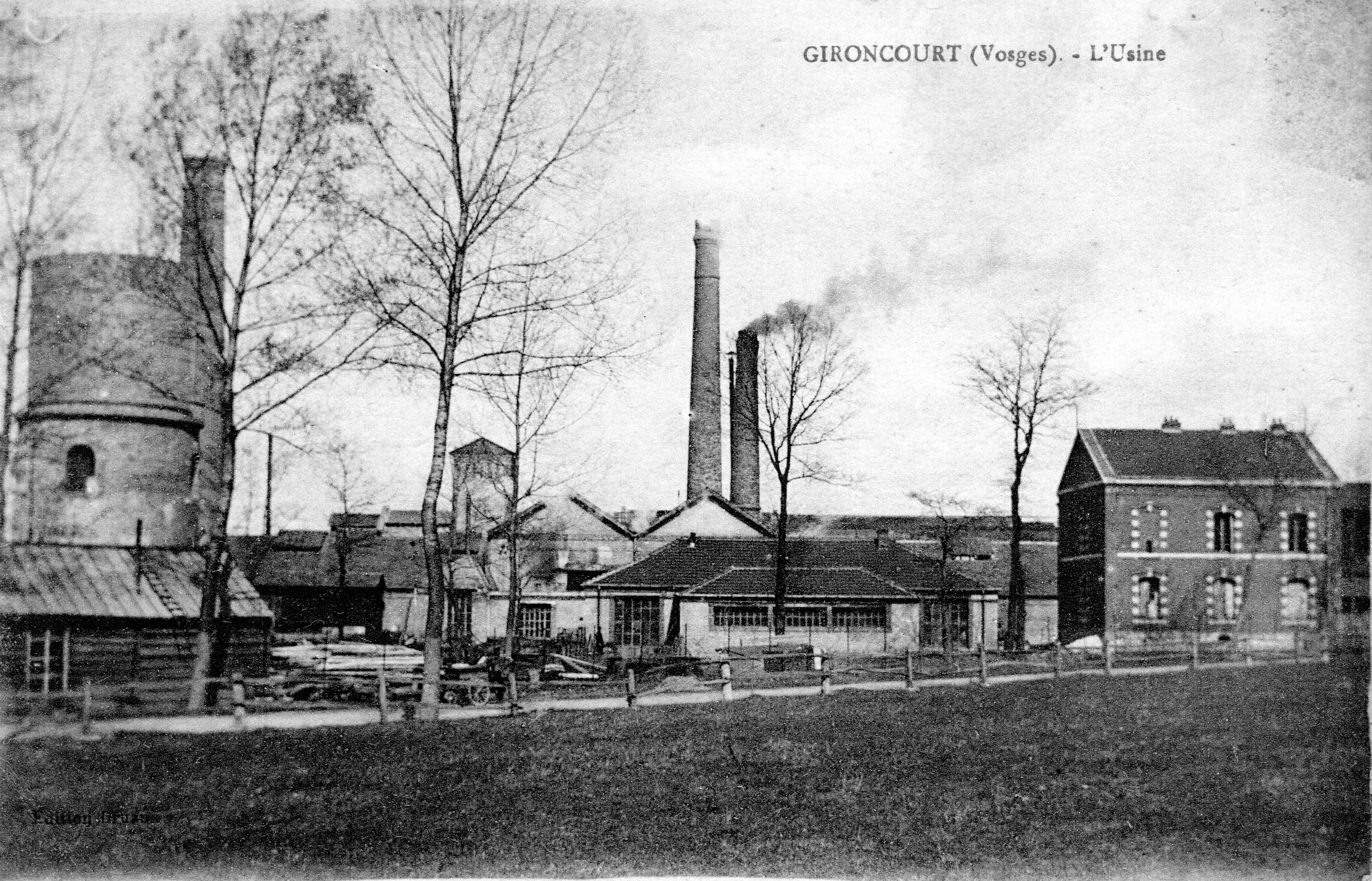
Die Glashütte ca. 1900
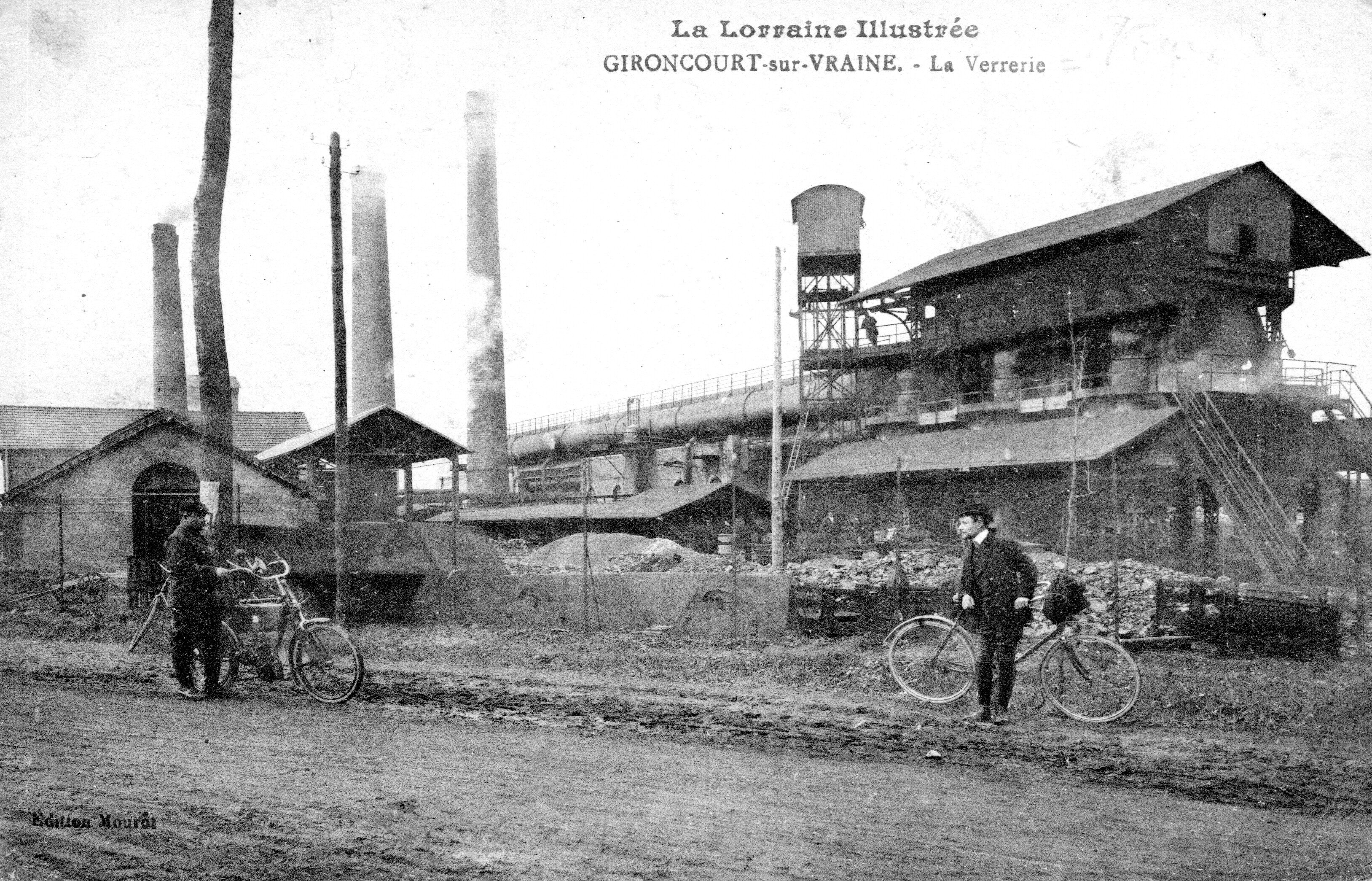
Die Glashütte ca. 1900
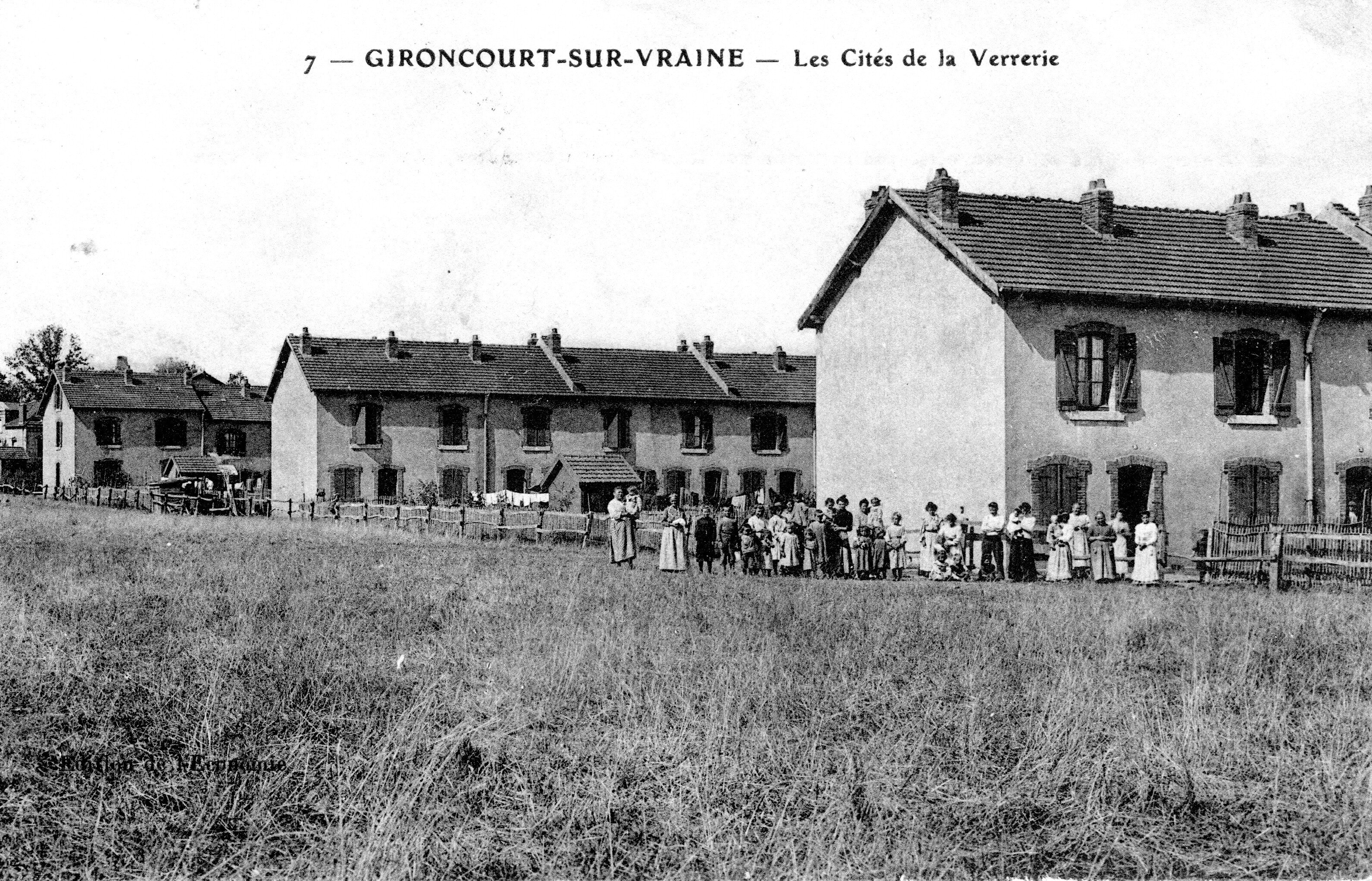
Die Arbeitersiedlung ca. 1900

Nach dem Ende des Zweiten Weltkriegs durchlief der Betrieb einen tiefgreifenden technologischen Wandel. Durch neue Maschinen mit einem hohen Automatisierungsgrad konnte die Produktion 1956 auf 100 Millionen, 1963 auf 175 Millionen und 1968 auf 460 Millionen Flaschen gesteigert werden. Ein 1972 errichteter vierter Glasofen mit einer Kapazität von 200 Tonnen Glas oder 700.000 Flaschen pro Tag war der damals größte in Europa. Die enorme Steigerung ging vor allem auf die Expansion und die hohe Nachfrage an Bierflaschen der Brauereigruppe Kronenbourg zurück.
1999 verließ das Unternehmen die Firmengruppe BSN-Danone und ging im 19 Betriebe umfassenden Unternehmen BSN Glasspack auf. BSN Glasspack wurde 2004 vom weltgrößten Glasbehälterhersteller Owens-Illinois übernommen. Im Jahr 2010 arbeiteten im Glaswerk etwa 450 Beschäftigte, der Jahresausstoß betrug über 2 Milliarden Flaschen (25 und 33 cl Inhalt).

### Bevölkerungsentwicklung
| Jahr      | 1962 | 1968 | 1975 | 1982 | 1990 | 1999 | 2006 | 2013 | 2021 |
| --------- | ---- | ---- | ---- | ---- | ---- | ---- | ---- | ---- | ---- |
| Einwohner | 863  | 1043 | 1136 | 1137 | 970  | 931  | 967  | 969  | 872  |

Im Jahr 1982 wurde mit 1137 Bewohnern die bisher höchste Einwohnerzahl ermittelt. Die Zahlen basieren auf den Daten von cassini.ehess und INSEE.

## Sehenswürdigkeiten
- Kirche St. Brictius (Saint-Brice) aus dem 18. Jahrhundert; zum Inventar gehören zwei kleine Statuen aus dem 13. bzw. 15. Jahrhundert, die als Monument historique klassifiziert sind[6][7]
- zwei Lavoirs
- Sonnenuhr am neuen Rathaus
- Arbeitersiedlung von 1902 (Les Cités de la Verrerie)

Kirche St. Brictius
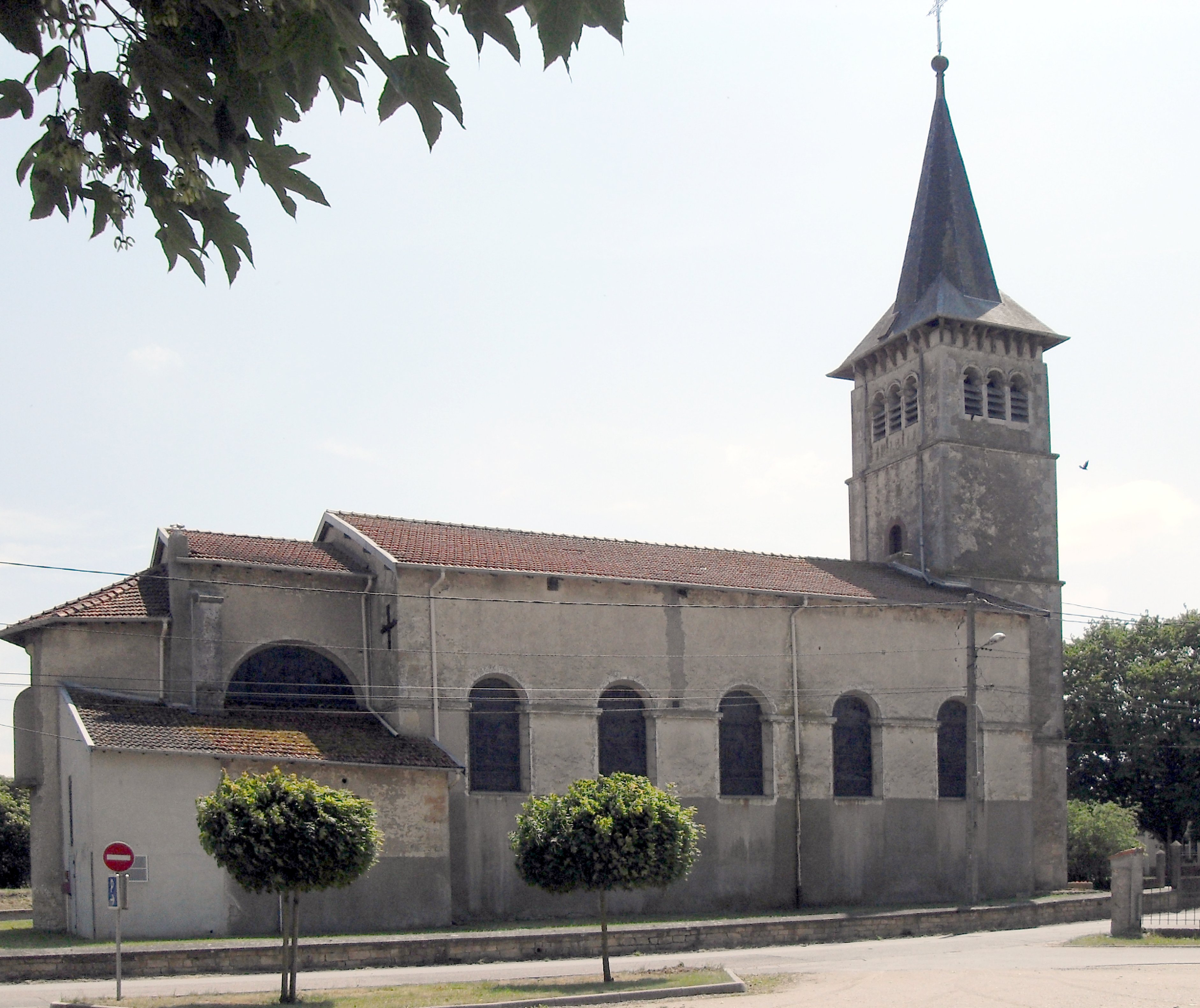
Nordseite
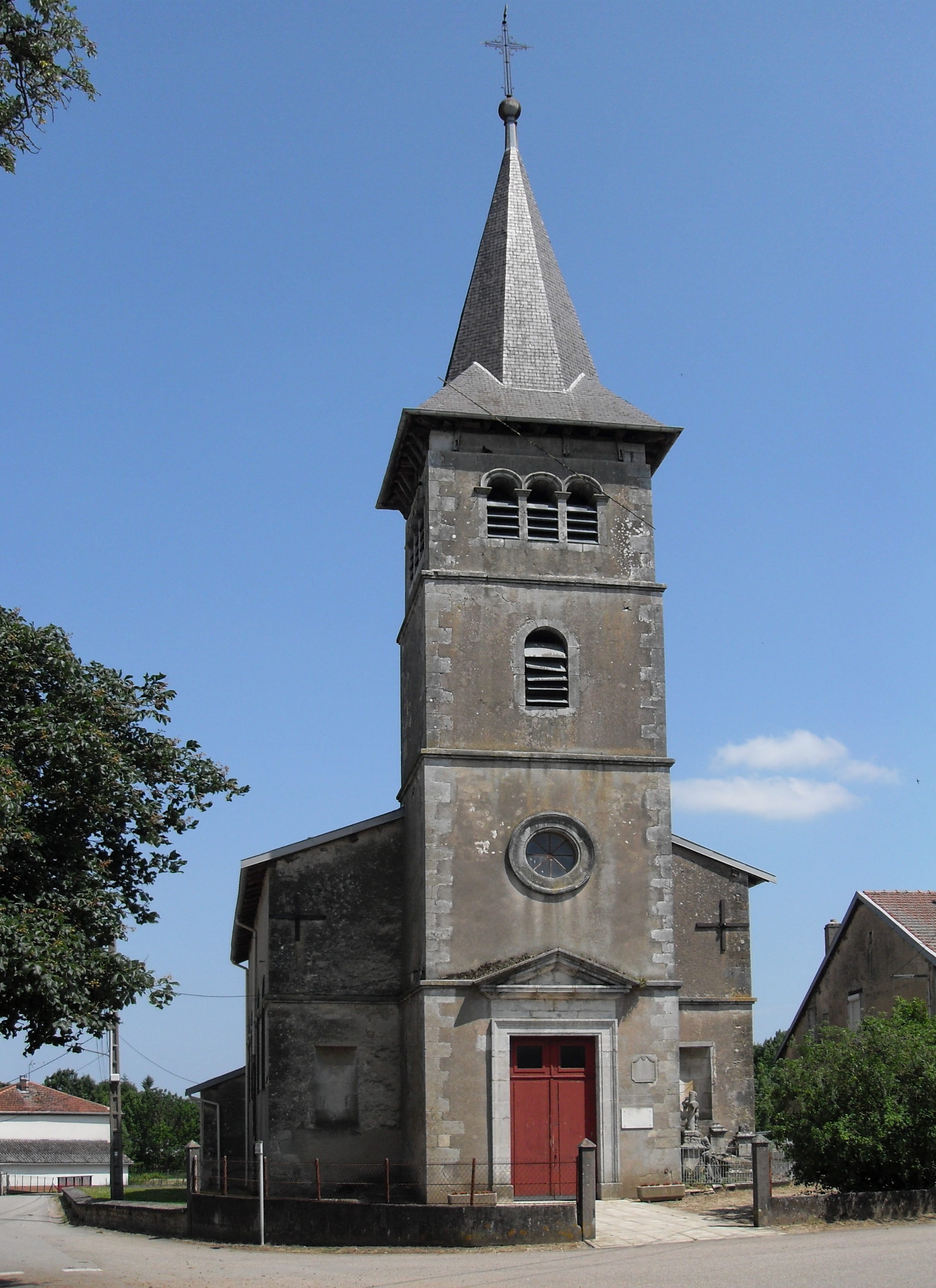
Westseite

Arbeitersiedlung (La Cité Ouvrière)
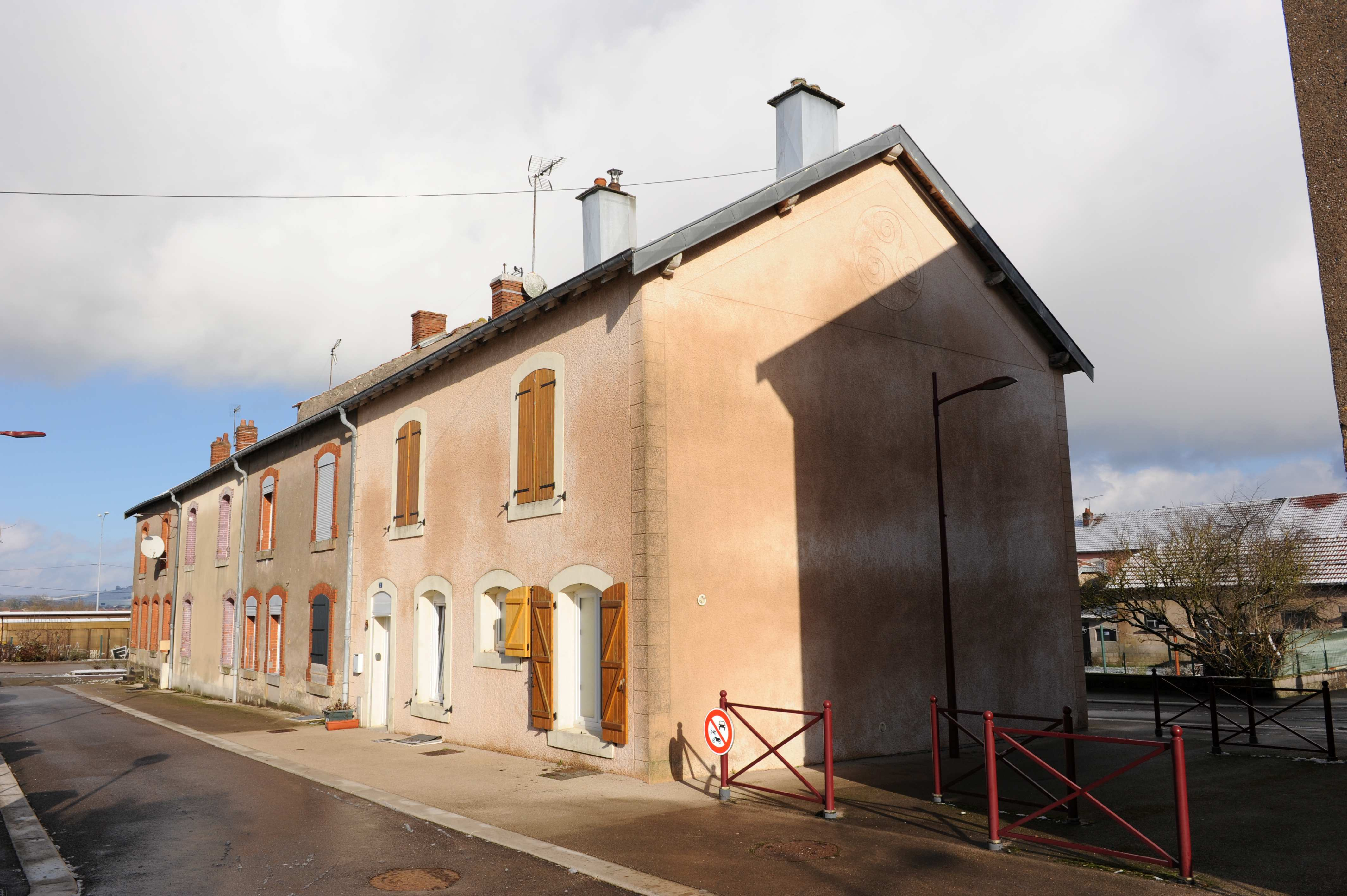
Reihenhaus
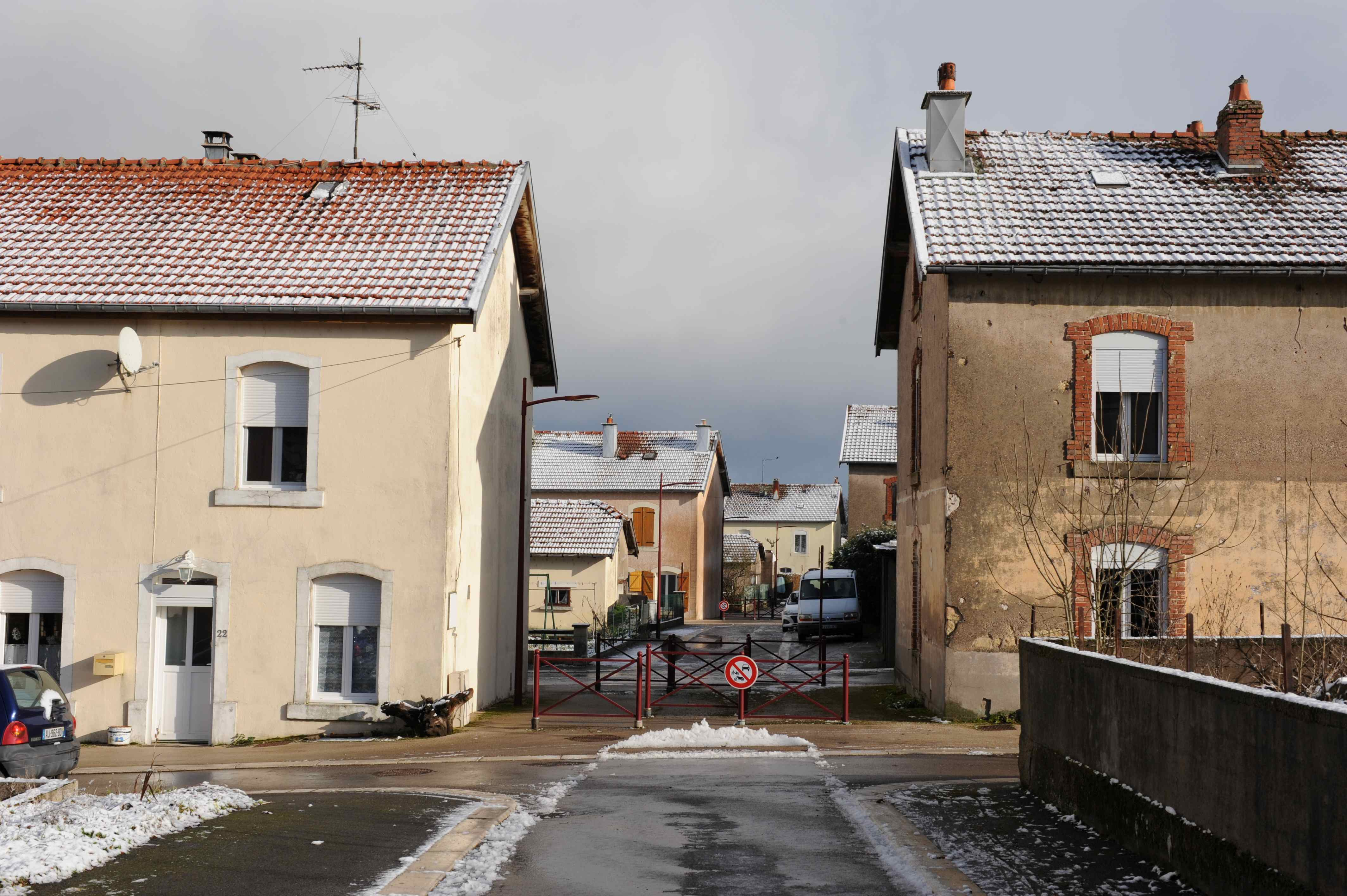
Strasse „Rue des Roses“

## Wirtschaft und Infrastruktur

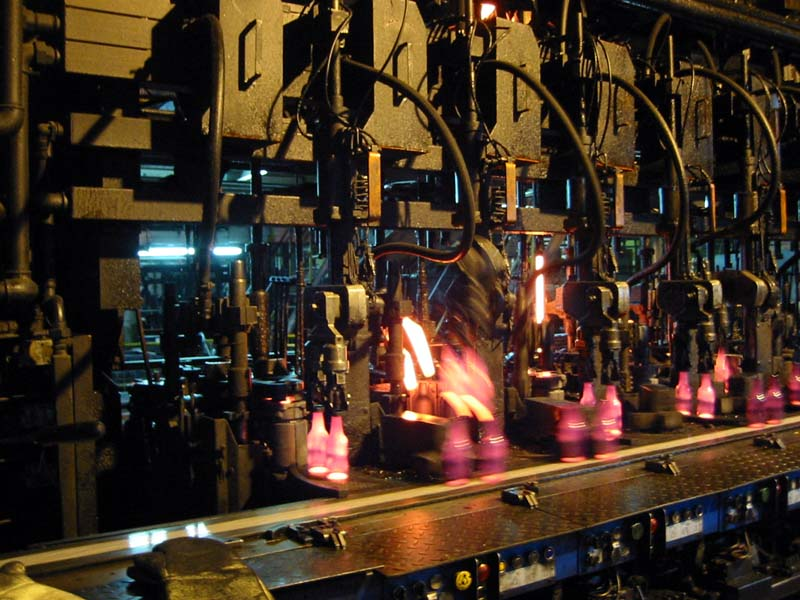
Glasflaschen-Produktion in Gironcourt

Die Landwirtschaft spielt heute eine untergeordnete Rolle in Gironcourt. In der Gemeinde sind noch vier Landwirtschaftsbetriebe ansässig (Getreideanbau, Milchviehhaltung, Rinderzucht).
Größter Arbeitgeber am Ort ist das O-I-Glaswerk mit eigenem Gleisanschluss zum 27 Kilometer entfernten Bahnhof von Neufchâteau.
Gironcourt-sur-Vraine ist Kindergarten- und Grundschulstandort.
Die teilweise zweistreifig und kreuzungsfrei ausgebaute D 166 von Épinal nach Neufchâteau umgeht die Gemeinde Gironcourt im Süden. Sie quert westlich von Houécourt die Autoroute A31 (Toul-Dijon). Die hier eingerichtete Autobahn-Anschlussstelle ist eine von drei Anschlüssen im Département Vosges und ein wichtiger regionaler Verkehrsknoten. Die Bahnlinie von Neufchâteau über Gironcourt nach Épinal wurde 1989 stillgelegt. Der Güterverkehr auf dem 27 Kilometer langen Abschnitt vom Glaswerk Gironcourt nach Neufchâteau wird von der SNCF betrieben.

## Belege
1. ↑  Bergbau in Saint-Menge und die Glashütte in Gironcourt. Abgerufen am 20. Dezember 2024.
2. ↑  Gironcourt-sur-Vraine: Zentrum der Glasproduktion. Abgerufen am 18. Juli 2025.
3. ↑  luc chaumont: Geschichte des Glaswerks. In: gironcourt.net. Abgerufen am 3. Juli 2011 (französisch).
4. ↑  Gironcourt-sur-Vraine auf cassini.ehess
5. ↑  Gironcourt-sur-Vraine auf INSEE
6. ↑  Eintrag. In: culture.gouv.fr. Abgerufen am 3. Juli 2011 (französisch).
7. ↑  Eintrag. In: culture.gouv.fr. Abgerufen am 3. Juli 2011 (französisch).
8. ↑  Landwirtschaftsbetriebe auf annuaire-mairie.fr (französisch)